# Gema Zamprogna
Gema Zamprogna (née le 24 mai 1976), est une actrice canadienne. Elle est très connue pour son rôle de Felicity King dans Les Contes d'Avonlea et Marie "Marco" Daniels dans Marie et sa bande.

## Vie privée
Gema Zamprogna est née le 24 mai 1976 à Hamilton (Ontario). Ses parents sont danseurs professionnels, Lou et Pauline Zamprogna (1946-2013). Elle est la grande sœur de deux jumeaux Dominic et Amanda.
Elle fréquente la Queen's University, d'où elle sort diplômée en 2000 d'une licence en arts dramatiques et elle est l'une des membres fondateurs du groupe de théâtre de Toronto's Theatrefront drama.
Elle se marie avec Daniel Boich en 2003 et ils ont trois enfants : Daniella (en novembre 2004), Sam (en mai 2006)et Luka.

## Filmographie
| Year      | Title                            | Rôle                | Notes                           |
| --------- | -------------------------------- | ------------------- | ------------------------------- |
| 1988      | Superkid                         |                     | Épisode : Forbidden Ground      |
| 1989      | Marie et sa bande                | Marie Daniels       | Téléfilm                        |
| 1989      | Vendredi 13                      | Girl #1             | Épisode : The Playhouse         |
| 1990      | War of the Worlds                | Sam Fisher          | Épisode : Candle in the Night   |
| 1990      | In Defense of a Married Man      | Amanda Simmons      | Téléfilm                        |
| 1990-1996 | Les Contes d'Avonlea             | Felicity King       | 79 épisodes                     |
| 1991      | The Soulmates: The Gift of Light | (voice)             | Téléfilm                        |
| 1992      | By Way of the Stars (en)         | Ursula von Knabig   | Mini-série télévisée            |
| 1992      | Le Justicier des ténèbres        | Katherine           | Épisode : Last Act              |
| 1998      | Happy Christmas, Miss King       | Felicity Pike       | Téléfilm                        |
| 1999      | Pirates of Silicon Valley        | Arlene              | Téléfilm                        |
| 1999      | Dear America: So Far from Home   | Annie Clark         | Téléfilm                        |
| 1999      | Johnny                           | Alice               |                                 |
| 2000      | Destins croisés                  | Sarah Carlyle jeune | Épisode : Take Two              |
| 2001      | Jewel                            | Sarah               | Téléfilm                        |
| 2002      | Mafia Love                       | Allison             |                                 |
| 2003      | Sue Thomas: F.B.Eye              | Gwen Stack          | Épisode :The Fugitive           |
| 2004      | ReGenesis                        | Female Student #1   | Épisode : Faint Hope            |
| 2008      | Les Enquêtes de Murdoch          | Cecile Braxton      | Épisode : 'Til Death Do Us Part |